# Шпилёвка (Сумский район)
Шпилевка (укр. Шпилівка) — село,
Шпилевский сельский совет,
Сумский район,
Сумская область,
Украина.
Код КОАТУУ — 5924789101. Население по переписи 2001 года составляло 562 человека.
Является административным центром Шпилевского сельского совета, в который, кроме того, входят сёла
Бровково,
Визировка,
Облоги,
Ополонское,
Харьковщина и
Мазное.

## Географическое положение
Село Шпилевка находится в 1,5 км от правого берега реки Псёл.
Примыкает к селу Харьковщина.
Рядом проходит автомобильная дорога Т-1909.

## История
- Село Шпилевка основано в 1697 году[2].
- Неподалёку от села Шпилевка обнаружено городище, поселение и курганный могильник северян (VIII—X вв.), древнерусское городище и поселение (X—XI вв.), а также сокровище ювелирных изделий и арабских монет X—XII вв.
- В XIX веке село Шпилёвка было в составе Терешковской волости Сумского уезда Харьковской губернии. В селе была Покровская церковь[3].
- В 1906 году здесь родился Михаил Лысенко, в будущем народный художник СССР и действительный член Академии художеств Советского Союза (ум. в 1972).

## Экономика
- Молочно-товарная ферма.
- КСП «Шпилевское».

## Объекты социальной сферы
- Клуб.